# Veronika Velez-Zuzulová
Veronika Velez-Zuzulová (nacida Veronika Zuzulová, Bratislava, Checoslovaquia, 15 de julio de 1984) es una deportista eslovaca que compitió en esquí alpino.
Ganó una medalla de plata en el Campeonato Mundial de Esquí Alpino de 2017, en la prueba de equipo mixto. En la Copa del Mundo consiguió cinco victorias y treinta podios en total.
Participó en cuatro Juegos Olímpicos de Invierno, entre los años 2002 y 2018, ocupando el décimo lugar en Vancouver 2010, en la prueba de eslalon.
Fue la abanderada de Eslovaquia en la ceremonia de apertura de los Juegos Olímpicos de Pyeongchang 2018.

## Palmarés internacional
| Campeonato Mundial | Campeonato Mundial   | Campeonato Mundial | Campeonato Mundial |
| Año                | Lugar                | Medalla            | Prueba             |
| ------------------ | -------------------- | ------------------ | ------------------ |
| 2017               | Sankt Moritz (Suiza) | Medalla de plata   | Equipo mixto       |